# 泉州公交305路
泉州公交305路是中华人民共和国泉州市境内的一条公共交通线路，全程16公里。起讫点为华大创业园-客运中心站，运营时间为客运中心站：6:45-18:14；华大创业园：7:00-18:10。

## 历史
- 2014年9月，泉州公交公布4条新线路开线计划。其中，305路最初的起讫点被规划为：中骏世界城-宏益国际城。但受当年车辆采购不足、宏益国际城首末站烂尾所致，305路未能于2014年开通
- 2017年3月31日，市道路运输管理处批准泉州公交关于开通305路的申请，305路起讫点变更为：中骏世界城-华大创业园
- 2017年4月1日，市交通委批准305路开线申请[1]
- 2017年4月21日，泉州公交发布关于开通305路的公告[2]
- 2017年4月25日，泉州公交开通305路。初期运营区间为中骏世界城-华大创业园，初期运营时间为中骏世界城7:30-18:00、华大创业园 7:00-18:10。使用车辆为5部友谊ZGT6608NV1C型LNG空调小巴[3]。但因305路车辆前往展览城LNG气站加气的需要，每日16:30-19:30，抽调305路2部友谊ZTG6608NV1C加入32路进行运营
- 2017年12月，因32路客流下降，305路不再抽调ZTG6608NV1C套跑32路
- 2019年7月25日，因方便工商旅游学校师生出行需要，305路取消途经城华北路、洛滨路、万福街、安达路、万荣街、体育街，改为途经安吉路、毓才街、霞兴路、霞新路、城华南路、东湖街、刺桐北路、刺桐南路、泉秀街至客运中心站始发终到。运营时间调整为客运中心站6:45-18:30、华大创业园7:00-18:00[4]
- 2019年8月9日，因圣墓站离东湖刺桐路口过近导致左转困难，自该日起305路往客运中心站方向单边取消停靠圣墓站。[5]
- 2020年1月27日，为配合洛江区交通局关于新型冠状病毒肺炎防控要求。305路自当日首班起暂停运行至2月18日。
- 2020年2月19日，305路恢复运营。
- 2021年9月18日，受院前村疫情防控要求影响，305路临时改为至杏宅路口始发终到。取消途径院前村口、院前村、华大创业园等站至9月20日。
- 2022年3月14日，受客运中心站划为疫情封控区影响，305路自该日起暂停运营至4月17日。[6][7]
- 2022年4月18日，305路恢复运营。[8]
- 2022年8月5日，305路自该日起取消停靠仕公岭站。[9]
- 2022年8月23日，受院前村口地下管道施工影响，305路临时取消途径院前村口、院前村等站。改为途径新建道路至华大创业园，其它不变。[10]
- 2022年10月18日，305路恢复途径院前村口、院前村等站。
- 2022年12月30日，自该日起305路往客运中心站单向增停蓬莱路口站。[11]
- 2024年12月21日，305路接手并更换自37路退下的1部金旅XML6606JEVA0C1空调电动巴士，原配1部ZGT6608NV1C退役。
- 2025年6月26日，因原配车辆已达报废标准，305路自该日起再次接手更换1部自37路退下的XML6606JEVA0C1，原配1部ZGT6608NV1C退役拍卖，配车数不变。

## 站点
| 路线 | 路线   | 路线             | 所在地区、街道 | 所在地区、街道        | 站点名          | 备注                |
| ---- | ------ | ---------------- | -------------- | --------------------- | --------------- | ------------------- |
|      |        |                  | 丰泽区         | 泉秀街                | 客运中心站      | 起讫站              |
|      |        |                  | 丰泽区         | 泉秀街                | 客运中心站南门  | 原名 沉洲路口       |
|      |        |                  | 丰泽区         | 刺桐南路              | 公路一公司（↓） | 泉秀街口（↑）       |
|      |        |                  | 丰泽区         | 刺桐南路              | 东美街口        | 上行方向原名 迪克斯 |
|      |        |                  | 丰泽区         | 刺桐北路              | 祥业花园（↓）   | 刺桐公园（↑）       |
|      |        |                  | 丰泽区         | 刺桐北路              | 丰泽街口（↓）   | 东方银座（↑）       |
|      |        |                  | 丰泽区         | 刺桐北路              | 国税局（↓）     | 湖心街口（↑）       |
|      |        |                  | 丰泽区         | 刺桐北路              | 线务局（↓）     | 人才大厦（↑）       |
|      |        |                  | 丰泽区         | 东湖街                | 圣墓            | ↓                   |
|      |        |                  | 丰泽区         | 东湖街                | 坪山路口        |                     |
|      |        |                  | 丰泽区         | 城华南路 (北迎宾大道) | 蓬莱路口        | ↑                   |
|      |        |                  | 丰泽区         | 霞新路                | 霞新路          |                     |
|      | 霞兴路 | 工商旅游学校     | 丰泽区         |                       |                 |                     |
|      | 安吉路 | 埭头             | 丰泽区         |                       |                 |                     |
|      | 安吉路 | 前头             | 丰泽区         |                       |                 |                     |
|      | 安吉路 | 青莲寺           | 丰泽区         | 原名 浔美             |                 |                     |
|      | 安吉路 | 中骏世界城东门   | 丰泽区         |                       |                 |                     |
|      | 安吉路 | 泉州一院城东分院 | 丰泽区         |                       |                 |                     |
|      | 安吉路 | 金凤屿路口       | 丰泽区         |                       |                 |                     |
|      | 安吉路 | 五金城           | 丰泽区         | 医高专                |                 |                     |
|      | 安吉路 | 洛江区           | 景明花园       |                       |                 |                     |
|      | 安吉路 | 洛江区           | 洛江交通局     |                       |                 |                     |
|      | 安吉路 | 洛江区           | 吉源小区       |                       |                 |                     |
|      | 万虹路 | 洛江区           | 万虹路口       |                       |                 |                     |
|      | 万虹路 | 洛江区           | 杏宅路口       |                       |                 |                     |
|      |        | 洛江区           |                | 院前路                | 院前村口        |                     |
|      |        | 洛江区           | 院前村         | 院前路                |                 |                     |
|      |        | 洛江区           |                | 院前路                | 华大创业园      | 起讫站              |

## 票价
305路为一票制，票价¥1.0。
- 泉通卡普通卡9折，月票卡乘坐刷1次。敬老卡、爱心卡有效
- 可使用泉城通APP及支付宝、云闪付、微信乘车码支付

## 配车
305路配车数总计2部，其中：
- 金旅XML6606JEVA0C1  2部

- 友谊ZGT6608NV1C
（2017.5 - 2025.6）
- 金旅XML6606JEVA0C1
（2024.12 - ）

## 相关
- 泉州公交线路列表